# Хабард Лејк (Мичиген)
Хабард Лејк (енгл. Hubbard Lake) насељено је место без административног статуса у америчкој савезној држави Мичиген.

## Демографија
По попису из 2010. године број становника је 1.002, што је 9 (0,9%) становника више него 2000. године.
| Група             | 2000.       | 2010.       |
| Белци             | 980 (98,7%) | 974 (97,2%) |
| Афроамериканци    | 0 (0,0%)    | 0 (0,0%)    |
| Азијати           | 2 (0,2%)    | 4 (0,4%)    |
| Хиспаноамериканци | 3 (0,3%)    | 19 (1,9%)   |
| Укупно            | 993         | 1.002       |